# Pernarava
Pernarava is een plaats in het Litouwse district Kaunas. De plaats telt 299 inwoners (2001).